# Barsumas spinosus
Barsumas spinosus är en insektsart som beskrevs av Capener 1954. Barsumas spinosus ingår i släktet Barsumas och familjen hornstritar. Inga underarter finns listade i Catalogue of Life.